# Pareuplexia flammifera
Pareuplexia flammifera là một loài bướm đêm trong họ Noctuidae.